# Marye Anne Fox
Marye Anne Fox (Canton, Ohio, 9 de dezembro de 1947) é uma química estadunidense.